# Seznam chráněných území v okrese Nové Zámky
Toto je seznam chráněných území v okrese Nové Zámky aktuální k roku 2016, ve kterém jsou uvedena chráněná území v oblasti okresu Nové Zámky.
| Kód  | Obrázek          | Typ | Název                     | Rozloha (ha) | Galerie Commons                                   | Popis území | Souřadnice                       |
| ---- | ---------------- | --- | ------------------------- | ------------ | ------------------------------------------------- | ----------- | -------------------------------- |
| 1    |                  | CHA | Alúvium Paríža            | 103,0941     |                                                   |             |                                  |
| 1077 |                  | PR  | Bíňanský rybník           | 35,1343      |                                                   |             |                                  |
| 11   |                  | PP  | Bíňanský sprašový profil  | 0,3600       |                                                   |             |                                  |
| 80   |                  | NPR | Burdov                    | 364,1400     |                                                   |             |                                  |
| 1259 |                  | CHA | Čenkov                    | 254,87       |                                                   |             | 47°46′40″ s. š., 18°31′26″ v. d. |
| 28   |                  | PR  | Čierna voda               | 6,3176       |                                                   |             |                                  |
| 37   |                  | PR  | Drieňová hora             | 0,9700       |                                                   |             |                                  |
| 806  |                  | PR  | Jurský Chlm               | 5,8003       |                                                   |             |                                  |
| 70   |                  | PP  | Kamenický sprašový profil | 0,1500       |                                                   |             |                                  |
| 1258 |                  | CHA | Kamenínská slaniska       | 119,5        |                                                   |             | 47°52′34″ s. š., 18°38′51″ v. d. |
| 941  |                  | CHA | Komjatický park           | 6,4929       |                                                   |             |                                  |
| 79   |                  | NPR | Leliansky les             | 198,7400     |                                                   |             |                                  |
| 951  |                  | CHA | Lipovský park             | 3,4320       |                                                   |             |                                  |
| 952  |                  | CHA | Maniansky park            | 7,6901       |                                                   |             |                                  |
| 105  |                  | PP  | Meander Chrenovky         | 0,9607       |                                                   |             |                                  |
| 1102 |                  | CHA | Moľvy                     | 8,5260       |                                                   |             |                                  |
| 912  |                  | PP  | Mužliansky potok          | 30,9542      |                                                   |             |                                  |
| 1194 |                  | PR  | Palárikovské lúky         | 16,9313      |                                                   |             |                                  |
| 967  |                  | CHA | Palárikovský park         | 50,8776      |                                                   |             |                                  |
| 126  | Parížske močiare | NPR | Parížske močiare          | 184,0464     | Kategorie „Parížske močiare“ na Wikimedia Commons |             | 47°51′55″ s. š., 18°29′56″ v. d. |
| 137  |                  | PP  | Potok Chrenovka           | 25,8845      |                                                   |             |                                  |
| 999  |                  | PP  | Rieka Žitava              | 1,8221       |                                                   |             |                                  |
| 969  |                  | CHA | Rúbaniansky park          | 5,7674       |                                                   |             |                                  |
| 817  |                  | PR  | Sovie vinohrady           | 4,8600       |                                                   |             |                                  |
| 1217 |                  | CHA | Šurianske slaniská        | 169,4038     |                                                   |             |                                  |
| 173  | Torozlín         | PR  | Torozlín                  | 5,4008       | Kategorie „Torozlín“ na Wikimedia Commons         |             | 48°8′56″ s. š., 18°12′3″ v. d.   |
| 822  |                  | PR  | Veľký les                 | 21,0900      |                                                   |             |                                  |
| 190  |                  | PR  | Vŕšok                     | 1,4525       |                                                   |             |                                  |
| 200  |                  | PR  | Žitavský luh              | 74,6884      |                                                   |             |                                  |

## Zrušená chráněná území
| Kód  | Obrázek | Typ  | Název               | Rozloha (ha) | Galerie Commons | Popis území                                                                                              | Souřadnice |
| ---- | ------- | ---- | ------------------- | ------------ | --------------- | --- | ---------- |
| 21   |         | NPR  | Čenkovská lesostep  | 79,60        |                 | |            |
| 22   |         | NPR  | Čenkovská step      | 3,57         |                 | |            |
| 1103 |         | PR   | Čistiny             | 17,85        |                 | |            |
| 71   |         | NPR  | Kamenínske slanisko | 34,89        |                 | |            |
| 921  |         | CHA  | Bardoňovský park    | 3,90         |                 | Chráněné území existovalo v období 1984 až 1. dubna 2006 a bylo zrušeno, protože zanikl předmět ochrany. |            |
| 924  |         | CHA  | Beliansky park      | 8,17         |                 | Chráněné území existovalo v období 1984 až 1. dubna 2006 a bylo zrušeno, protože zanikl předmět ochrany. |            |
| 954  |         | CHA  | Michalský park      | 0,97         |                 | Chráněné území existovalo v období 1984 až 1. dubna 2006 a bylo zrušeno, protože zanikl předmět ochrany. |            |
| 996  |         | CHA  | Novozámocký park    | —            |                 | Chráněné území existovalo v období 1984 až 1. dubna 2006 a bylo zrušeno, protože zanikl předmět ochrany. |            |
| 983  |         | CHA  | Rudňanského park    | 0,95         |                 | Chráněné území existovalo v období 1984 až 1. dubna 2006 a bylo zrušeno, protože zanikl předmět ochrany. |            |
| 985  |         | CHA  | Školský park        | 3,43         |                 | Chráněné území existovalo v období 1984 až 1. dubna 2006 a bylo zrušeno, protože zanikl předmět ochrany. |            |
| 984  |         | CHA  | Torišov park        | 3,92         |                 | Chráněné území existovalo v období 1984 až 1. dubna 2006 a bylo zrušeno, protože zanikl předmět ochrany. |            |
| 108  |         | CHPV | Mokraď              | 12,36        |                 | Chráněné území existovalo v období 1984 až 1. ledna 1996.                                                |            |